# Arianit Ferati
Arianit Ferati (Stuttgart, 1997. szeptember 7. –) német korosztályos válogatott labdarúgó, aki jelenleg a VfB Stuttgart játékosa.

## Statisztika
2015. október 21. szerint.
| Klub             | Szezon   | Bajnokság | Bajnokság | Kupa  | Kupa | Nemzetközi | Nemzetközi | Összesen | Összesen |
| Klub             | Szezon   | Mérk.     | Gól       | Mérk. | Gól  | Mérk.      | Gól        | Mérk.    | Gól      |
| ---------------- | -------- | --------- | --------- | ----- | ---- | ---------- | ---------- | -------- | -------- |
| VfB Stuttgart II | 2015–16  | 4         | 1         | 0     | 0    | -          | -          | 4        | 1        |
| VfB Stuttgart II | Összesen | 4         | 1         | 0     | 0    | 0          | 0          | 4        | 1        |
| VfB Stuttgart    | 2015–16  | 2         | 0         | 0     | 0    | 0          | 0          | 2        | 0        |
| VfB Stuttgart    | Összesen | 2         | 0         | 0     | 0    | 0          | 0          | 2        | 0        |
| Összesen         | Összesen | 6         | 1         | 0     | 0    | 0          | 0          | 6        | 1        |